# Dandelion (chanson de Nanase Aikawa)
Cet article concerne la chanson de Nanase Aikawa. Pour la chanson des Rolling Stones, voir Dandelion.
Singles de Nanase Aikawa
No Future
(2001) Owarinai Yume
(2002)
Dandelion stylisé en ~dandelion~ est le 19e single de Nanase Aikawa, sorti sous le label Avex Trax le 31 janvier 2001 au Japon. Il atteint la 17e place du classement de l'Oricon et reste classé pendant 3 semaines pour un total de 40 000 exemplaires vendus. ~dandelion~ se trouve sur l'album Purana et sur les compilations ID：2 et Rock or Die.

## Liste des titres
| 1. | ~dandelion~                              |  |
| 2. | ~dandelion~ (Tech Rock Mix)              |  |
| 3. | ~dandelion~ (Shining Man Brothers Remix) |  |
| 4. | ~dandelion~ (Eden mix)                   |  |